# Józef Elsner (1891–1951)

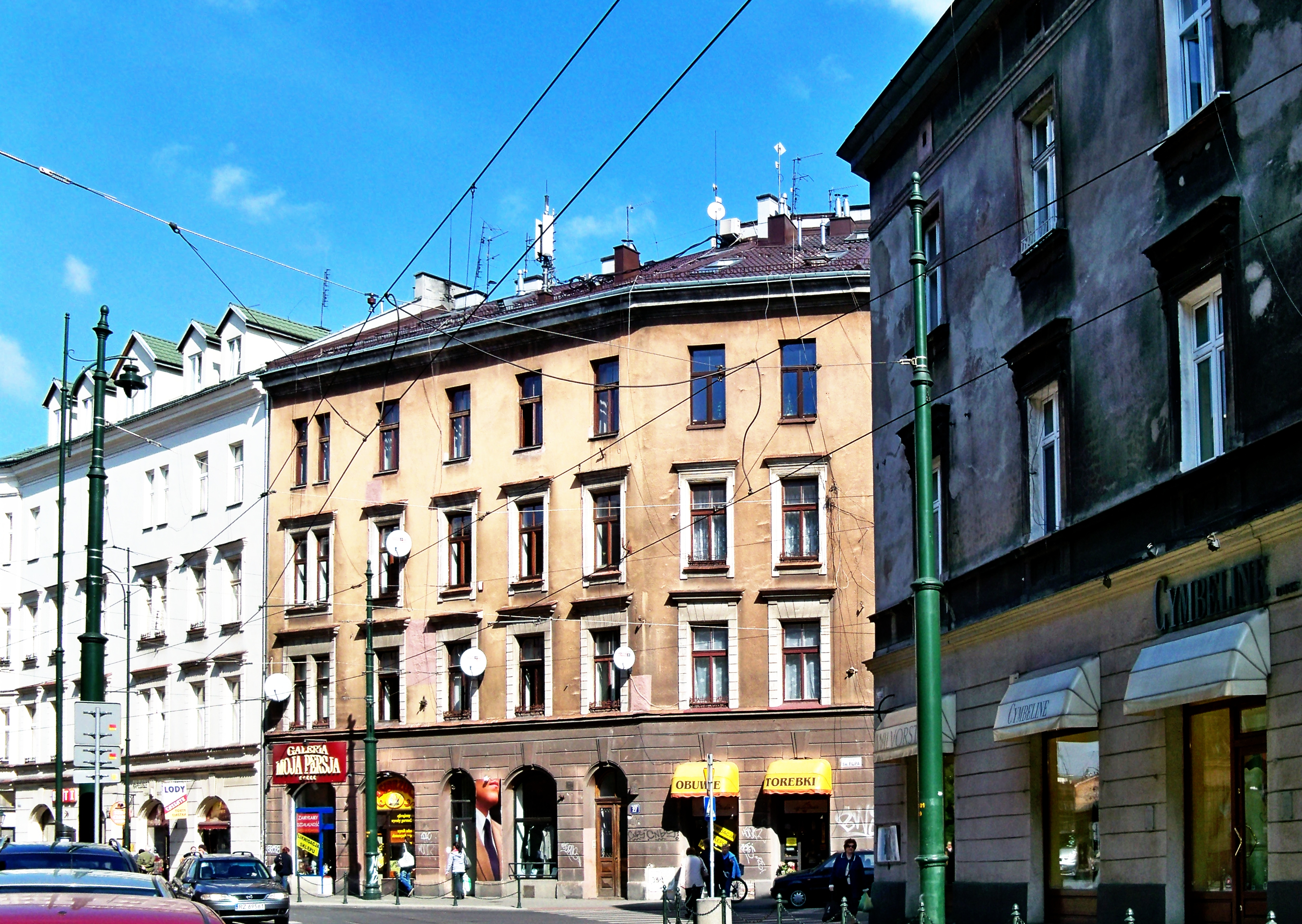
Ul. Długa 27 w Krakowie, widok z 2012.

Józef Elsner (ur. 1891 w Pakości, zm. 1951 w Krakowie) – polski przedsiębiorca budowlany, „Sprawiedliwy wśród Narodów Świata”.

## Życiorys
Józef Elsner mieszkał przy ulicy Długiej 27 w Krakowie, gdzie prowadził biuro swojej firmy budowlanej „Zakłady Wapienne J. Elsner”, zlokalizowanej w Zabierzowie. Jego pierwsza żona była Żydówką. Ukrywał ją w swoim mieszkaniu do końca okupacji.
Po wybuchu wojny, poza swoją żoną, pomagał także innym osobom żydowskiego pochodzenia, zatrudniając ich w swoim zakładzie budowlanym. Mimo że większość nie posiadała kwalifikacji, Elsner wystawiał im Arbeitskarte – oficjalne zaświadczenie pracy, zaś mieszkańcom getta także przepustki umożliwiające jego opuszczanie. Dokumenty te chroniły podczas łapanki lub przed deportacją. Elsner dostarczał także lekarstwa i inną pomoc materialną osobom ukrywającym się po tzw. aryjskiej stronie w Krakowie oraz tym, które trafiły do obozów pracy. Pomagał znaleźć schronienie, przechowywał również powierzony mu majątek, który po zakończeniu okupacji zwrócił.
Po wojnie Elsner, jako właściciel fabryki, był podejrzany o współpracę z Niemcami i sądzony na podstawie tzw. dekretu sierpniowego. Mimo wielu pozytywnych świadectw Polaków i Żydów, którym pomagał, nie doczekał się rehabilitacji. Zmarł w więzieniu w 1951.
W 1992 Józef Elsner pośmiertnie został odznaczony medalem Sprawiedliwych wśród Narodów Świata.